# St. Wendalinus (Münzingen)

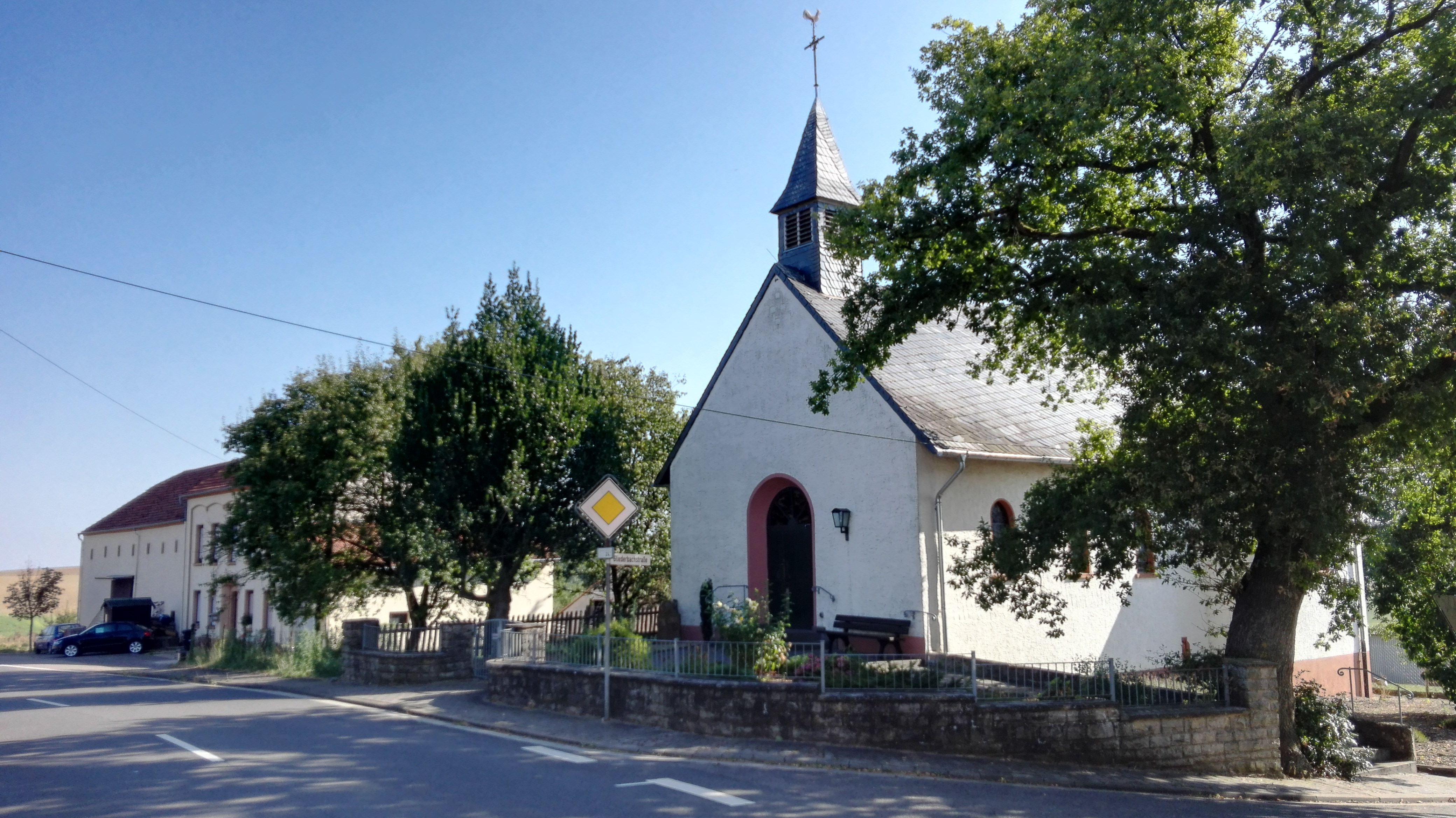
St. Wendalinus im Ortsteil Münzingen

Die römisch-katholische Kapelle St. Wendalinus liegt im Ortsteil Münzingen der Gemeinde Perl.

## Geschichte
Die Kirche wurde von 1956 bis 1958 errichtet. Obwohl Münzingen nach dem Zweiten Weltkrieg dem Saarland zugeschlagen wurde, gehört der Ort zur rheinland-pfälzischen Pfarrei Kirf bzw. der Pfarreiengemeinschaft Serrig-Freudenburg. Der Grundstein wurde 1956 gelegt, Kirchweihe war 1958. Sie wurde unter den Schutz des heiligen Wendalinus gestellt.

## Architektur
Sie ist ein einfacher Bruchsteinbau, an den eine große Sakristei angebaut ist.

## Ausstattung
Im Dachreiter hängt seit 1962 eine Glocke. Im Inneren der Kapelle steht in einer Rundbogennische rechts neben dem Chorbogen eine Statue des heiligen Wendalinus. Mittelpunkt der Kapelle ist der Altar mit einem 1,70 m hohen Barockkreuz und der Kreuzigungsgruppe.